# Alevallen
Alevallen är en fotbollsanläggning i Halmstad, hemmaplan åt Alets IK och IS Örnia. Den invigdes 1925 och är sedan 1939 i kommunal drift. 
Alevallen ligger på Väster i Halmstad, i anslutning till Aleskogen, och består av tre fullstora fotbollsplaner på gräs och en grusplan. Grusplannen sköts av IS Örnia. Här ligger också Alehallen som är en träningsanläggning för inomhusträning under vinterhalvåret. 
Alevallen är tillsammans med Sannarpsområdet de största områdena för ungdomsträning i Halmstad. Bland annat avgörs här "Halmiafemman" som är ett samarbete mellan IS Halmia och IS Örnia. Alevallen är också en samlingsplats för många andra aktiviteter utöver fotboll. Till dessa hör bland annat hundutställningar och cirkus.

## Historia
När Alets IK bildades 1923 (under namnet Västra Boll- och Idrottsföreningen) var man i behov av en plan att spela på. Av staden fick man arrendera en bit mark och tillstånd att där iordningställa en idrottsplats. Arbetet med detta inleddes våren 1924 och utfördes av medlemmarna själva. Den 25 juni 1925 invigdes anläggningen med en match mot Slöinge IF.
Efter beslut i stadsfullmäktige den 23 mars 1939 tog staden över Alevallen, mot en ersättning om 3 000 kr. I samma veva övertogs även IF Leikins anläggning Fylgiaplanen. 